# Kamerunische Basketballnationalmannschaft
Die kamerunische Basketballnationalmannschaft der Herren vertritt Kamerun bei Basketball-Länderspielen. Nachdem die kamerunische Auswahl bis 2007 nur dreimal an kontinentalen Endrunden der Afrikameisterschaft teilnehmen konnte, ist sie seitdem regelmäßiger Teilnehmer der Kontinentalmeisterschaften. In ihrer Frühzeit war auch der spätere Fußballfunktionär Issa Hayatou Mitglied der Auswahl. Bei ihrer ersten Qualifikation für die Endrunde nach 15 Jahren gewann sie 2007 eine Silbermedaille. Da aber nur Goldmedaillengewinner Angola direkt für die Olympischen Spiele 2008 qualifiziert war, musste man noch in ein zusätzliches Qualifikationsturnier, in dem man die beiden Vorrundenspiele gegen Kroatien und Puerto Rico verlor. So verpasste man die erste Teilnahme an einer globalen Endrunde, für die man sich bislang auch bei den folgenden Afrikameisterschaften nicht qualifizieren konnte.

## Spieler
- Joachim Ekanga-Ehawa (* 1977)
- Ruben Boumtje-Boumtje (* 1978)
- Victor Samnick (* 1979)
- Cyrille Makanda (* 1980)
- Harding Nana (* 1981)

## Abschneiden bei internationalen Wettbewerben
| - noch nie qualifiziert |  | - noch nie qualifiziert |

### Afrikameisterschaften
| bis 1965 – nicht teilgenommen - 1968 – nicht qualifiziert - 1970 – nicht qualifiziert - 1972 – 8. Platz - 1974 – 4. Platz - 1975 bis 1989 – nicht qualifiziert - 1992 – 8. Platz - 1993 bis 2005 – nicht qualifiziert | - 2007 – . Platz - 2009 – 4. Platz - 2011 – 7. Platz - 2013 – 5. Platz - 2015 – 9. Platz - 2017 – 5. Platz - 2021 – 16. Platz |